# Zbyněk Zajíc z Hazmburka (1368)
Zbyněk Zajíc z Hazmburka († 1368), zvaný Zámořský, byl zakladatelem rodu Zajíců z Hazmburka, kteří byli vedlejší větví pánů Zajíců z Valdeka pocházející z rozrodu Buziců. Byl vysokým královským úředníkem, nejvyšším mistrem královské komory a nejvyšší číšník Českého království. Tento dvorský úřad se pro rod Zajíců z Hazmburka poté stal dědičným.

## Životopis
Zbyňkovým otcem byl Oldřich Zajíc ze Žebráka († 1304). Zbyněk Zajíc ze Žebráka patřil k věřitelům české krále Jana Lucemburského jako řada jiných šlechticů Českého království. Dne 26. prosince 1335 koupil od krále Jana Lucemburského hrad Klapý, který přejmenoval na Hazmburk a v roce 1343 začal používat přídomek „z Hazmburka“. V roce 1336 získal od krále dvorský úřad nejvyššího stolníka dědičně pro svůj rod. V roce 1337 odešel spolu s kralevicem Karlem budoucím Karlem IV. do Itálie. Kralevic se následně vrátil do Čech a přenechal zde Zbyňka Zajíce se 400 rytíři jako velitelem českého vojska a místodržícího lombardský měst do roku 1341. Své přízvisko Zámořský získal po své cestě do Palestiny. V roce 1350 byl jmenován nejvyšším mistrem komory Českého království.
Zbyňkovou první manželkou byla Adla. Podruhé se oženil s Rynkou z Landštejna. Měl tři syny, z nichž Jan a Zbyněk († 1357) zemřeli dříve než otec. Zbyňkův majetek tak zdědil nejmladší syn Viléma a vnuk Mikuláš.

## Majetek
Hrad Žebrák byl do roku 1322 v držení Zbyňka a jeho bratra Oldřicha, který poté přesídlil na hrad Zbiroh. Koupí hradu Hazmburka v roce 1335 získal do vlastnictví městečko Libochovice s tvrzí a vesnice Radověsice, Poplze, Lhota. Následnou výměnou s českým králem za svůj hrad Žebrák (včetně vsí Hředle, Chodouň, Tlustice, Bíleč, Zábdiší, Bavoryně, Praskolesy) získal hrad v Budyni (Žabovřesky, Písty, Břežany, Vrbka, Roudníček). Smlouva o směně byla podepsaná 21. ledna 1336, oproti jiným listinám kde je uveden „ze Žebráka“, je zde uveden „z Valdeka“. Směnou získal Zbyněk zemědělsky úrodnou oblast, oproti okolí Žebráku. V roce 1352 obdržel od krále lénem hrad Kamýk.